# Llei de llengües d'Aragó (2009)
|  | Per a altres significats, vegeu «Llei de llengües d'Aragó (2013)». |

La Llei de llengües d'Aragó, oficialment Llei 10/2009, de 22 de desembre, d'ús, protecció i promoció de les llengües pròpies d'Aragó, va ser la norma que regulà l'ús, la protecció i promoció de l'aragonès i el català com a llengües pròpies d'Aragó. Va ser aprovada amb el suport de PSOE i CHA, l'oposició de PP, PAR, i l'abstenció d'Izquierda Unida, tot i que per motius oposats. Els conservadors s'oposaven a la denominació de català per a la llengua que es parla a l'Aragó oriental, mentre que Izquierda Unida volia la cooficialitat de l'aragonès i el català a Aragó. Aquesta primera Llei de llengües d'Aragó (PSOE i CHA) va ser derogada per la segona Llei de llengües d'Aragó (2013) (PP i PAR).

## Antecedents
- Llei Orgànica 5/1996, de 30 de desembre, de reforma de la Llei Orgànica 8/1992, de 10 d'agost, d'Estatut d'Autonomia d'Aragó, modificada per Llei Orgànica 6/1994, de 24 de març, de reforma d'aquest Estatut, article 7: Les llengües i modalitats lingüístiques pròpies d'Aragó gaudiran de protecció. Es garantirà el seu ensenyament i el dret dels parlants en la forma que estableixi una Llei de Corts d'Aragó per a les zones d'utilització predominant d'aquelles.
- Llei 3/1999, de 10 de març, del Patrimoni Cultural Aragonès, article 4: L'aragonès i el català, llengües minoritàries d'Aragó, en l'àmbit de les quals estan compreses les diverses modalitats lingüístiques, són una riquesa cultural pròpia i seran especialment protegides per l'Administració.
- Enquesta d'usos lingüístics en les comarques orientals d'Aragó. Any 2003.

## Contingut
Aquesta llei reconeixia la realitat trilingüe d'Aragó i l'aragonès i el català com llengües pròpies.
Segons la mateixa en Aragó es podien distingir quatre zones lingüístiques:
- Una zona d'utilització històrica predominant de l'aragonès, al costat del castellà, en la zona nord d'Aragó.
- Una zona d'utilització històrica predominant del català, al costat del castellà, en la zona est d'Aragó.
- Una zona mixta d'utilització històrica d'ambdues llengües pròpies d'Aragó, al costat del castellà, en la zona nord-oriental d'Aragó.
- Una zona d'ús exclusiu del castellà amb modalitats i varietats locals.

La llei preveia la concreció territorial d'aquestes zones així com a la creació d'un Consell Superior de les Llengües d'Aragó director de la política lingüística, i una Acadèmia de la Llengua Aragonesa i una Acadèmia Aragonesa del Català, com a institucions científiques oficials que constituiran l'autoritat lingüística de l'aragonès i del català a Aragó, respectivament.
La llei donava drets als habitants de les zones bilingües que es designaven a rebre educació així com a dirigir-se a les diverses administracions en qualsevol llengua pròpia de la seva zona. No obstant això, aquesta llei encara no reconeixia la cooficialitat de l'aragonès o el català a Aragó, on resta de moment com única llengua oficial el castellà.

## Canvis del 2012
El 18 de juny de 2012, la consellera de cultura del govern aragonès, Dolores Serrat Moré va presentar l'esborrany de la nova Llei de llengües que vol aplicar el Partit Popular al conjunt del territori. A més d'introduir-hi canvis molt desfavorables a les llengües pròpies d'Aragó s'hi parlava d'"aragonès oriental" en comptes de "català", la qual cosa generà un debat i una crispació important a Catalunya i Aragó. Aquest esborrany va donar peu a la segona Llei de llengües d'Aragó (2013) (PP i PAR).

## Llista de municipis catalanoparlants d'Aragó
Durant la V legislatura de les Corts d'Aragó es va presentar l'avantprojecte de Llei de llengües d'Aragó, on per primera vegada les institucions públiques aragoneses delimitaven l'àmbit territorial del català parlat a Aragó, a l'annex II de la disposició addicional segona, tot i que finalment els annexos, que també incorporaven la zona aragonòfona, no fou inclòs en el text aprovat definitivament. A continuació es presenta la llista corresponent a l'avantprojecte:
| Municipi               | Extensió (km²) | Habitants (2007) | Habitants (2006) | Comarca         | Província | Destacat                                                                                                  |
| ---------------------- | -------------- | ---------------- | ---------------- | --------------- | --------- | --- |
| Aiguaviva de Bergantes | 42,2           | 703              | 691              | Baix Aragó      | Terol     | El més poblat del Baix Aragó                                                                              |
| Albelda                | 51,9           | 875              | 892              | Llitera         | Osca      | |
| el Campell             | 58,0           | 821              | 827              | Llitera         | Osca      | |
| el Torricó             | 32,4           | 1.457            | 1.469            | Llitera         | Osca      | El més densament poblat de la Llitera, d'Osca i de la Franja                                              |
| Areny de Noguera       | 119,3          | 322              | 337              | Ribagorça       | Osca      | |
| Arenys de Lledó        | 34,3           | 228              | 227              | Matarranya      | Terol     | |
| Sanui i Alins          | 51,2           | 178              | 173              | Llitera         | Osca      | |
| Baells                 | 39,8           | 129              | 125              | Llitera         | Osca      | |
| Valldellou             | 30,4           | 117              | 115              | Llitera         | Osca      | El menys poblat de la Llitera                                                                             |
| Beseit                 | 96,7           | 598              | 598              | Matarranya      | Terol     | |
| Bellmunt de Mesquí     | 34,0           | 142              | 144              | Baix Aragó      | Terol     | |
| Benavarri              | 157,1          | 1.167            | 1.160            | Ribagorça       | Osca      | El més poblat i més densament poblat de la Ribagorça                                                      |
| Bonansa                | 37,3           | 97               | 101              | Ribagorça       | Osca      | |
| Calaceit               | 81,3           | 1.126            | 1.143            | Matarranya      | Terol     | |
| Camporrells            | 26,7           | 219              | 217              | Llitera         | Osca      | |
| Castigaleu             | 26,5           | 119              | 118              | Ribagorça       | Osca      | El més petit de la Ribagorça                                                                              |
| Castellonroi           | 37,6           | 382              | 391              | Llitera         | Osca      | |
| Cretes                 | 52,7           | 636              | 630              | Matarranya      | Terol     | |
| Estopanyà              | 88,7           | 198              | 199              | Ribagorça       | Osca      | |
| Favara de Matarranya   | 101,6          | 1.230            | 1.221            | Baix Aragó-Casp | Saragossa | El més densament poblat del Baix Aragó-Casp i de Saragossa                                                |
| Faió                   | 67,2           | 434              | 427              | Baix Aragó-Casp | Saragossa | El més petit i menys densament poblat del Baix Aragó-Casp i de Saragossa i el menys poblat del Baix Aragó |
| Fórnols de Matarranya  | 32,6           | 104              | 105              | Matarranya      | Terol     | El menys poblat de Matarranya i de Terol i el menys densament poblat de Matarranya                        |
| Fraga                  | 437,6          | 13.592           | 13.191           | Baix Cinca      | Osca      | El més gran i més poblat del Baix Cinca, d'Osca i de la Franja i el més densament poblat del Baix Cinca   |
| Fondespatla            | 39,0           | 342              | 347              | Matarranya      | Terol     | |
| Isàvena                | 118,5          | 293              | 302              | Ribagorça       | Osca      | |
| la Canyada de Beric    | 10,9           | 108              | 104              | Baix Aragó      | Terol     | El més petit del Baix Aragó i de la Franja i el menys poblat del Baix Aragó                               |
| la Sorollera           | 33,7           | 124              | 121              | Baix Aragó      | Terol     | |
| la Codonyera           | 21,0           | 361              | 351              | Baix Aragó      | Terol     | El més densament poblat del Baix Aragó                                                                    |
| la Freixneda           | 39,5           | 472              | 462              | Matarranya      | Terol     | |
| la Ginebrosa           | 80,1           | 239              | 239              | Baix Aragó      | Terol     | El més gran del Baix Aragó i el menys densament poblat del Baix Aragó i de Terol                          |
| la Portellada          | 21,4           | 276              | 274              | Matarranya      | Terol     | |
| Lasquarri              | 31,9           | 157              | 147              | Ribagorça       | Osca      | |
| les Paüls              | 81,6           | 287              | 281              | Ribagorça       | Osca      | |
| Lledó d'Algars         | 15,6           | 184              | 181              | Matarranya      | Terol     | El més petit de Matarranya                                                                                |
| Maella                 | 174,9          | 2.051            | 2.089            | Baix Aragó-Casp | Saragossa | El més gran i poblat del Baix Aragó-Casp                                                                  |
| Massalió               | 86,2           | 593              | 589              | Matarranya      | Terol     | |
| Mequinensa             | 307,2          | 2.480            | 2.533            | Baix Cinca      | Saragossa | El més gran i poblat del Baix Cinca i de Saragossa i el menys densament poblat del Baix Cinca             |
| Monesma i Queixigar    | 62,6           | 108              | 111              | Ribagorça       | Osca      | |
| Mont-roig de Tastavins | 79,2           | 338              | 307              | Matarranya      | Terol     | |
| Montanui               | 174,1          | 308              | 311              | Ribagorça       | Osca      | El més gran de la Ribagorça                                                                               |
| Nonasp                 | 111,4          | 1.056            | 1.055            | Baix Aragó-Casp | Saragossa | |
| Pena-roja              | 83,3           | 511              | 488              | Matarranya      | Terol     | |
| Peralta i Calassanç    | 114,9          | 252              | 261              | Llitera         | Osca      | El més gran i menys densament poblat de la Llitera                                                        |
| el Pont de Montanyana  | 48,6           | 152              | 88               | Ribagorça       | Osca      | |
| Ràfels                 | 35,6           | 153              | 156              | Matarranya      | Terol     | |
| Sant Esteve de Llitera | 71,9           | 497              | 512              | Llitera         | Osca      | |
| Sopeira                | 44,1           | 106              | 102              | Ribagorça       | Osca      | |
| Tamarit de Llitera     | 110,6          | 3.703            | 3.678            | Llitera         | Osca      | El més poblat de la Llitera                                                                               |
| Tolba                  | 59,0           | 193              | 176              | Ribagorça       | Osca      | |
| Torredarques           | 34,3           | 112              | 93               | Matarranya      | Terol     | |
| la Torre del Comte     | 19,5           | 172              | 168              | Matarranya      | Terol     | |
| Tor-la-ribera          | 32,1           | 119              | 118              | Ribagorça       | Osca      | |
| Torrent de Cinca       | 56,8           | 1.021            | 1.084            | Baix Cinca      | Osca      | |
| la Torre de Vilella    | 33,4           | 194              | 204              | Baix Aragó      | Terol     | El més petit i menys poblat del Baix Cinca                                                                |
| la Vall de Tormo       | 16,0           | 352              | 349              | Matarranya      | Terol     | El més densament poblat de Matarranya i de Terol                                                          |
| Vall-de-roures         | 124,0          | 2.189            | 2.142            | Matarranya      | Terol     | El més gran i poblat de Matarranya i de Terol                                                             |
| Valljunquera           | 41,8           | 411              | 414              | Matarranya      | Terol     | |
| Vilella de Cinca       | 16,5           | 482              | 469              | Baix Cinca      | Osca      | |
| Vensilló               | 10,4           | 458              | 471              | Llitera         | Osca      | El més petit de la Llitera, d'Osca i de la Franja                                                         |
| Beranui                | 63,8           | 106              | 111              | Ribagorça       | Osca      | |
| Viacamp i Lliterà      | 107,7          | 25               | 25               | Ribagorça       | Osca      | El menys poblat i menys densament poblat de la Ribagorça, d'Osca i de la Franja                           |
| Saidí                  | 92,6           | 1.827            | 1.822            | Baix Cinca      | Osca      | |
| 62 municipis d'Aragó   | 4.442,8        | 47.686           | 47.236           |                 |           | |

On es diu que un municipi és el més o el menys extens, poblat o densament poblat d'una comarca o província cal entendre que ho és dels pertanyents a la Franja, no a la totalitat de cada comarca o província.